# Mijane Jiménez Salinas
Mijane Jiménez Salinas (Cuajinicuilapa) es una abogada y activista afromexicana. Es representante de México en la Coalición Afrodescendiente de las Américas para los procesos Cumbres y Asambleas de la Organización de Estados Americanos.

## Biografía
Mijane es hija de Silvio Jiménez Lugo, gestor social que fue presidente del PRI en Cuajinicuilapa, promotor de mejoras como vivienda, escuelas, etc, para los habitantes del municipio; y de Mijane Asunción Salinas García, maestra, regidora del PRI y promotora de la danza de artesa, una danza ancestral de la población afromexicana.
Silvio Jiménez fundó la organización Mano Amiga de la Costa Chica en 2006, una organización que trabaja por el reconocimiento, desarrollo social, económico y cultural de las personas afromexicanas.
Es licenciada en Derecho por la Universidad Autónoma de Guerrero. 
Desde 2016 es presidenta de Mano Amiga de la Costa Chica, a su llegada cambió la mesa directiva porque estaba compuesta sólo por hombres. Produjo ensayos y materiales audiovisuales para visibilizar la problemática afromexicana; dan talleres sobre autocuidado,  derechos sexuales y reproductivos a adolescentes afromexicana. Dentro de los logros que han tenido como organización es la participación para que el INEGI incorporara en el censo 2020 la pregunta sobre raíces afros.
En 2015  fue candidata a diputada federal por el PAN.
En 2020 se sumó a la campaña AfroCenso Mx ,la cual, creó el Colectivo para Eliminar el Racismo en México, la cual consistió en la promoción de la identificación afirmativa para el Censo de Población y Vivienda que elaboró el INEGI, donde se incluyó por primera vez la pregunta: Por sus antepasados y de acuerdo con sus costumbres y tradiciones ¿se considera afromexicano(a) negro(a) o afrodescendiente?.
Jiménez, ha sido ponente sobre afrodescendencia en México en espacios nacionales e internacionales . Fundó la red de mujeres jóvenes indígenas y afromexicanas Remjina en Guerrero - México y es integrante de la Red Nacional de Mujeres Libre de Violencia al Integrante del Consejo Estatal y Nacional Afromexicano. Es una activista que principalmente apoya a mujeres, participa en la iniciativa Spotlight de ONU- Mujeres contra el feminicidio.
Jiménez, es presidenta de la asociación civil "Mano amiga de la Costa Chica", que fundó su padre Silvio Jiménez Lugo, y ella estableció  la "Red de Juventudes Afromexicanas", mediante la cual promovió el reconocimiento de la población indígena en el Censo de Población y Vivienda que elabora el Instituto Nacional de Geografía y Estadística.

En 2019 solicitó acciones afirmativas para el pueblo afromexicano:
Quiero candidaturas para las afromexicanas con conciencia de identidad; deben participar en este proceso. Estoy orgullosa de haberlo exigido y si en el INE logran que los partidos políticos incluyan candidaturas afromexicanas con compromiso social, habremos hecho historia.
Durante la pandemia de COVID-19 ella y Silvia, su hermana, idearon un proyecto de alimentación para la población de Cuajinicuilapa, buscaron a Carlos Reyes, médico veterinario especialista en cultivos y animales, para crear un kit alimentario que incluye pollas ponedoras, cinco kilos de alimento, vacunas, cuatro paquetes de semillas de hortalizas, más una despensa de productos no perecederos: arroz, galletas, café, frijol, aceite, jabón, detergente, papel de baño. Además de asesoría para la siembra crianza de pollos.